# システムアナリスト試験
システムアナリスト試験（しすてむあなりすとしけん、Systems Analyst Examination、略称アナリスト、略号AN）は、かつて情報処理技術者試験にあった区分である。当時の高度情報処理技術者試験で最高のスキルレベル5の区分の一つであり、情報処理技術者試験制度の頂点に君臨する区分として名高かった。

## 概要
この試験が対象とするのは、企業や組織の経営戦略に基づいて情報戦略を立案し、情報システム開発においては全体計画、個別計画の立案、策定を行い、その開発・導入プロジェクトを支援し、同時に業務のシステム化を監督監修する立場の人間である。システム開発における最上流の担当者であり、能動的にシステム開発計画を提案する者である。合格率は例年6～8%程度と非常に低いものであった。
合格者は弁護士、公認会計士、医師、技術士等と並び、厚生労働大臣によって「専門的知識等を有する労働者」に指定されており、労働基準法において特例扱いの対象となっていた。これは当時、IT系の資格では唯一のものであり、後身のITストラテジスト試験にもこの制度が引き継がれている。
1994年（平成6年）の情報処理技術者試験の大規模改定期に導入された。2000年（平成12年）までは受験に年齢制限（受験する年の4月1日時点で満27歳以上であること）があり、さらに受験に際し業務経歴書の提出を行う必要があった。2001年（平成13年）に行われた情報処理技術者試験の大規模改訂で、年齢や業務経歴書の提出といった必要事項は廃止されている（これはシステム監査技術者試験やプロジェクトマネージャ試験など他の高度区分も同様である。）。
2008年（平成20年）の試験を最後に廃止。2009年（平成21年）より利用者側の高度区分である上級システムアドミニストレータ試験と統合し、ITストラテジスト試験が新設された。

### 沿革
- 平成6年 （1994年）秋期より年一回実施、年齢制限は受験する年の4月1日時点で27歳以上、受験に際し業務経歴書（経歴の無い者は「業務経歴なし」と記した書類）の提出を要した。
- 平成13年（2001年）制度改正に伴い年齢制限と業務経歴書の提出を撤廃、午前の試験時間短縮及び出題数減少。
- 平成17年（2005年）午前の試験時間延長及び出題数増加。
- 平成20年（2008年）秋期を最後に廃止、後身は上級システムアドミニストレータ試験と統合されたITストラテジスト試験。

## 形式
午前
試験時間100分。四肢択一式（マークシート使用）で55問出題され、全問解答。IRT（項目応答理論）によって、最低200点～最高800点の5点刻みで採点され、600点以上で合格（午前試験通過）である。
- 当初から平成12年（2000年）までは、試験時間150分、80問出題。
- 平成13年（2001年）から平成16年（2004年）までは、試験時間90分、50問出題。

午後I
試験時間90分。情報処理システムの監査及び評価に関する主題の設定となる文章とそれに対するいくつかの小問からなる大問が4問出題され3問を選択し解答。素点採点で、最低200点～最高800点の5点刻みで採点され、600点以上で合格（午後I試験通過）である。ただし、午前試験が600点に満たなかった者は採点されない。
午後II
試験時間120分。3題出題され1題を選択し解答。業務経験を踏まえて小論文（2400字以上4000字以下）を書く。採点はA,B,C,Dの4段階で評価され、Aのみ最終的に合格となる。ただし、午後I試験が600点に満たなかった者は採点されない。
科目免除
平成13年（2001年）よりソフトウェア開発技術者試験、プロジェクトマネージャ試験、アプリケーションエンジニア試験のいずれかに合格すればその年の初めから2年間、午前の科目免除が受けられた。

## 合格者の特典
- 合格者は、合格の年の初めから2年間、平成13年（2001年）からはプロジェクトマネージャ試験、アプリケーションエンジニア試験の午前の科目免除が、平成21年（2009年）からは高度情報処理技術者試験の午前Iの科目免除が受けられた。
- 科目免除又は任用資格
  - 弁理士試験の科目免除
  - 中小企業診断士試験の科目免除
  - 技術陸曹・海曹・空曹及び予備自衛官補（技能公募）の任用資格
  - 警視庁特別捜査官の4級職（警部補）のコンピュータ犯罪捜査官の任用資格

## その他
- IT人材育成センター国家資格・試験部の統計資料による累計値

| 区分               | 区分               | 受験者数（人） | 合格者数（人） | 合格率（%） |
| ------------------ | ------------------ | -------------- | -------------- | ----------- |
| システムアナリスト | 1994年度～2000年度 | 26,161         | 1,783          | 6.8         |
| システムアナリスト | 2001年度～2008年度 | 25,744         | 2,485          | 9.7         |
| 累計               | 累計               | 51,905         | 4,268          | 8.2         |
統計資料の応募者・受験者・合格者の推移表において、本試験にかかる数値は上級システムアドミニストレータ試験の数値と合算してITストラテジスト試験に計上されている。